# Hiroshi Seko
Hiroshi Seko (瀬古浩司, Seko Hiroshi ?) est un scénariste d'anime japonais. Après avoir été scénariste d'épisodes, il est chargé de toute la scénarisation de Seraph of the End. Depuis lors, il écrit des scénarios pour de nombreuses autres séries, dont les notables L'Attaque des Titans, Mob Psycho 100, Dorohedoro, Summer Time Rendering et Jujutsu Kaisen. Il travaille principalement avec Wit Studio et MAPPA.

## Biographie
Hiroshi Seko né à Nagoya, au Japon. Après avoir fait des scripts d'épisodes pour Panty & Stocking avec Garterbelt, L'Attaque des Titans et Terror in Resonance, Seko est chargé de faire toute la scénarisation de l'adaptation animée de Seraph of the End. Seko a également écrit le roman L'attaque des Titans: Lost Girls. En 2016, Seko écrit le scénario de l'adaptation animée de Mob Psycho 100, qui  est nommé comme l'anime de l'année et remporte le prix de la meilleure série d'action lors des premiers Crunchyroll Anime Awards,.
En 2019, il écrit le scénario de l'adaptation animée de Vinland Saga et de la deuxième saison de Mob Psycho 100, tous deux nommés pour l'anime de l'année aux Crunchyroll Anime Awards,,. Vinland Saga a également remporté le prix du meilleur drame. En 2020, il signe le scénario de Jujutsu Kaisen et Dorohedoro,. Aux Crunchyroll Anime Awards, le premier a remporté l'anime de l'année, tandis que le second a été nommé pour l'anime de l'année et la meilleure fantaisie,.

## Scénarios

### pour des séries télévisées
- Panty & Stocking with Garterbelt (パンティ＆ストッキングwithガーターベルト, Panti ando Sutokkingu wizu Gātāberuto?) (2010) (Scénariste d'épisodes)[1]
- L'Attaque des Titans (進撃の巨人, Shingeki no Kyojin?) (2013–2023) (episode screenwriter (season 1–3)[1] ; Scénariste (saison 4))[13]
- Terror in Resonance (残響のテロル, Zankyō no Teroru?) (2014) (Scénariste d'épisodes)[1]
- Seraph of the End (終わりのセラフ, Owari no Serafu?) (2015) (Scénariste)[1]
- Ajin (亜人, Ajin?) (2015–2016) (Scénariste)[14]
- Mob Psycho 100 (モブサイコ100, Mobu Saiko Hyaku?) (2016–2022) (Scénariste)[3]
- Inuyashiki (いぬやしき?) (2017) (Scénariste)[15]
- Banana Fish (2018) (Scénariste)[16]
- Vinland Saga (ヴィンランド・サガ, Vinrando Saga?) (2019–2023) (Scénariste)[5]
- Dorohedoro (ドロヘドロ, Doro-hedoro?) (2020) (Scénariste)[10]
- Deca-Dence (デカダンス, Dekadansu?) (2020) (Scénariste)[17]
- Jujutsu Kaisen (呪術廻戦?) (2020–présent) (Scénariste)[9]
- Heion Sedai no Idaten-tachi (平穏世代の韋駄天達, Heion Sedai no Idaten-tachi?) (2021) (Scénariste)[18]
- Summer Time Rendering (サマータイムレンダ, Samā Taimu Renda?) (2022) (Scénariste)[19]
- Chainsaw Man (チェンソーマン, Chensō Man?) (2022) (Scénariste)[20]
- Zom 100: Bucket List of the Dead (ゾン100～ゾンビになるまでにしたい100のこと～, Zon 100: Zonbi ni Naru made ni Shitai 100 no Koto?) (2023) (Scénariste)[21]

### Web series
- Levius (レビウス, Rebiusu?) (2019) (Scénariste)[22]
- Spriggan (スプリガン, Supurigan?) (2022) (Scénariste)[23]
- Gamera Rebirth (ガメラ-リバース-, Gamera-ribāsu-?) (2023) – Scénariste[24]

### Films
- The Empire of Corpses (屍者の帝国, Shisha no Teikoku?) (2015) (scénario)[25]
- Twittering Birds Never Fly: The Clouds Gather (囀る鳥は羽ばたかない The clouds gather, Saezuru Tori wa Habatakanai: The Clouds Gather?) (2020) (Scénariste)[26]
- Jujutsu Kaisen 0 (劇場版 呪術廻戦 0, Gekijō-ban Jujutsu Kaisen 0?) (2021) (Scénariste)[27]

### Romans
- Attack on Titan: Lost Girls (進撃の巨人 LOST GIRLS, Shingeki no Kyojin: Lost Girls?) (2014)[2]